# Tepito (estación)
Tepito es una de las estaciones que forman parte del Metro de la Ciudad de México, perteneciente a la Línea B. Se ubica en el centro de la Ciudad de México, en la alcaldía Cuauhtémoc.

## Información general
Tepito toma el nombre del barrio homónimo donde se ubica la estación. El emblema de la estación es el símbolo iconográfico que en los Juegos Olímpicos de México 1968 representó al boxeo, esto en recuerdo de que en el barrio de Tepito han nacido muchos conocidos boxeadores mexicanos, como Rubén Olivares «El Púas», Octavio «El Famoso» Gómez, entre otros.

## Afluencia
En su correspondencia con la línea B el número total de usuarios para 2014 fue de 3,772,721 usuarios, el número de usuarios promedio para el mismo año fue el siguiente:
| Tipo de día   | Afluencia promedio "Línea B" |
| ------------- | ---------------------------- |
| Día festivo   | 4,091                        |
| Día laboral   | 12,285                       |
| Fin de semana | 6,154                        |
| Anual         | 10,336                       |

Así se ha visto la afluencia de la estación en los últimos 10 años:
| Afluencia Anual de Pasajeros | Afluencia Anual de Pasajeros | Afluencia Anual de Pasajeros | Afluencia Anual de Pasajeros | Afluencia Anual de Pasajeros | Afluencia Anual de Pasajeros |
| ---------------------------- | ---------------------------- | ---------------------------- | ---------------------------- | ---------------------------- | ---------------------------- |
| Año                          | Afluencia                    | A Diario                     | Ranking                      | Incremento                   | Ref.                         |
| 2023                         | 7,813,178                    | 21,405                       | 46°/195                      | +14.40%                      | [ 3 ]                        |
| 2022                         | 6,829,628                    | 18,711                       | 49°/195                      | +23.77%                      | [ 3 ]                        |
| 2021                         | 5,518,062                    | 15,117                       | 40°/195                      | +16.39%                      | [ 4 ]                        |
| 2020                         | 4,741,168                    | 12,954                       | 66°/195                      | -42.42%                      | [ 5 ]                        |
| 2019                         | 8,233,487                    | 22,557                       | 70°/195                      | +3.67%                       | [ 6 ]                        |
| 2018                         | 7,942,264                    | 21,759                       | 76°/195                      | +5.08%                       | [ 7 ]                        |
| 2017                         | 7,558,104                    | 20,707                       | 85°/195                      | -7.28%                       | [ 8 ]                        |
| 2016                         | 8,151,741                    | 61,680                       | 79°/195                      | +3.77%                       | [ 9 ]                        |
| 2015                         | 7,855,334                    | 21,521                       | 79°/195                      | -9.03%                       | [ 10 ]                       |
| 2014                         | 8,634,901                    | 23,657                       | 68°/195                      | -8.66%                       | [ 11 ]                       |

## Esquema de estación
| Nivel de calle | Acceso a la estación |

| Mezzanine | Taquillas y acceso al andén |

| Andén | Plataforma lateral, puertas abren a la derecha | Plataforma lateral, puertas abren a la derecha |
| Andén | Dirección Ciudad Azteca (Oriente)              | ← hacia Morelos                                |
| Andén | Dirección Buenavista (Sur)                     | hacia Lagunilla →                              |
| Andén | Plataforma lateral, puertas abren a la derecha |                                                |

## Conectividad

### Salidas
- Suroriente: Eje 1 Norte Av. Héroe de Granaditas y Eje 1 Oriente Av. Vidal Alcocer, Colonia Morelos.
- Nororiente: Eje 1 Norte Av. Héroe de Granaditas y Eje 1 Oriente Avenida del Trabajo, Colonia Morelos.
- Norponiente: Eje 1 Norte Av. Héroe de Granaditas y Manuel Doblado, Colonia Morelos.
- Surponiente: Eje 1 Norte Av. Héroe de Granaditas y Manuel Doblado, Colonia Morelos.